# Brusnik (Pernik)
Brusnik es un pueblo en el oeste de Bulgaria. Se encuentra en el municipio de Breznik, provincia de Pernik.

## Geografía
El pueblo de Brusnik se encuentra en una región montañosa, en la parte sur de la región histórico-geográfica de Burel. Brusnik es el último pueblo de la región histórico-geográfica de Burel en el sur. Tras él comienzan los pueblos de Graovo. También es el único pueblo de Burel, que administrativamente pertenece a los asentamientos del municipio de Breznik. Lo atraviesa una carretera que va desde Breznik al pueblo central de Burel, Gaber, a la frontera con Serbia al oeste y a Dragoman y Slivnitsa al norte y noreste. A unos 1000 m al oeste del pueblo se encuentra el pico más alto de Burel. El pico se llama Buka, porque siete enormes hayas han estado creciendo una al lado de la otra durante siglos.